# Amina Bettiche
Amina Bettiche (Algerije, 14 november 1987) is een atleet uit Algerije.
Op de Olympische Zomerspelen van 2016 in Rio de Janeiro nam Bettiche deel aan het onderdeel 3000 meter steeple.
Ook behaalde Bettiche negen Algerijnse nationale titels.
In 2017 behaalde Bettiche haar beste tijd van 9:25.90 op de steeplchase.
- World Athletics: 14272858